# V404 Андромеды
V404 Андромеды (лат. V404 Andromedae) — двойная затменная переменная звезда типа Алголя (EА) в созвездии Андромеды на расстоянии приблизительно 638 световых лет (около 196 парсеков) от Солнца. Видимая звёздная величина звезды — от +10,9m до +10,3m. Орбитальный период — около 0,676 суток (16,225 часов).

## Характеристики
Первый компонент — жёлтая эруптивная переменная звезда типа RS Гончих Псов (RS) спектрального класса G. Радиус — около 1,65 солнечного, светимость — около 1,512 солнечной. Эффективная температура — около 5121 K.
Второй компонент — оранжевая звезда спектрального класса K. Эффективная температура — в среднем около 4897 K.